# Lev Abramovics Dogyin
Lev Abramovics Dogyin (orosz betűkkel: Лев Абрамович Додин; Sztalinszk, ma: Novokuznyeck, 1944. május 14.) orosz rendező.

## Élete
1961–1966 között a leningrádi Színművészeti Főiskola hallgatója volt.
A második világháborút követően családjával Szentpétervárra költözött. 1967-1983 között a leningrádi Színművészeti Főiskola dramaturg előadója volt. 1967–1975 között a Brjancev Színház és a leningrádi Gyermek- és Ifjúsági Színház rendezője volt. 1974 óta a leningrádi Kis Színház rendezője, 1983 óta művészeti igazgatója. A Szentpétervári Színművészeti Főiskola professzora.

## Színházi rendezései
- Hauptmann: Rose Bernd
- Williams: A tetovált rózsa
- William Shakespeare: Felsült szerelmesek
- Raszputyin: Élj és emlékezz!
- Abramov: A ház; Fivérek és nővérek
- Galin: Hajnali csillag
- Golding: A legyek ura
- Kalegyin: Gaudeamus
- Dosztojevszkij: Ördögök
- Jerofejev: Klausztrofóbia
- Csehov: Platonov
- Friel: Molly Sweeney

## Díjai
- Az OSZSZSZK érdemes művésze (1986)
- A SZU Állami Díja (1986)
- Laurence Olivier-díj (1989)
- Állami Díj (1992)
- Triumph-díj (1992)
- Sztanyiszlavszkij-díj (1996)
- a taorminai fesztivál fődíja (2000)
- Tovsztogonov-díj (2002)
- Pro Cultura Hungarica (2005)